# Polizeimuseum Stuttgart
Das Polizeimuseum Stuttgart ist ein deutsches Kriminalmuseum, das die Geschichte der Polizei in Stuttgart in den letzten zwei Jahrhunderten zeigt. Es wird vom Polizeihistorischen Verein Stuttgart e. V. verwaltet.  

## Beschreibung
Das Museum wurde im Februar 2015 nach einer siebenjährigen Bauphase eröffnet. Die Ausstellung befindet sich in einem Nebengebäude des Polizeipräsidiums Stuttgart. Das Museum erstreckt sich über 240 Quadratmeter und gliedert sich in zwei Bereiche. Zum einen beherbergt es ein umfangreiches Bildarchiv mit über 90.000 historischen Fotografien, einer Bibliothek mit mehr als 1000 Büchern, Fachzeitschriften und Aufsätzen sowie rund 300 Ton- und Filmdokumenten der Stuttgarter Polizei. Zum anderen umfasst es den Fuhrpark „Rollendes Museum“, der sämtliche von der Polizei genutzten Fahrzeuge präsentiert. Die Ausstellung zeigt unter anderem die Entwicklung der Tatortarbeit und Spurensicherung, den Umgang mit Herausforderungen wie dem „Deutschen Herbst“ 1977 und die Rolle der Polizei in der Zeit des Nationalsozialismus. Ergänzt wird die Darstellung durch eine rekonstruierte Polizeiwache aus den 1960er-Jahren, eine Chronologie der Waffenentwicklung sowie historische Uniformen und Exponate zur Verkehrspolizei.

## Das Rollende Museum
Das Rollende Museum ist eine Ergänzung des Polizeimuseums und beherbergt die historischen Polizeifahrzeuge. In der Ausstellung in Stuttgart werden aufgrund Platzmangels nur zwei Motorräder gezeigt. Die übrigen größtenteils fahrtüchtigen Exponate werden daher regelmäßig bei Veranstaltungen und Oldtimer-Treffen als Markenbotschafter gezeigt und ausgestellt.

## Veranstaltungen
Bei der Veranstaltung Krimi-Tour durch Stuttgart geben erfahrene Kommissare Einblicke in die prägendsten Kriminalfälle der Stadt. Sie erläutern die Hintergründe der Taten, erklären die Ermittlungsarbeit und führen die Teilnehmer zu den originalen Tatorten.

## Förderung
Der 2007 gegründete Polizeihistorische Verein Stuttgart e.V. (PHV) unterstützt das Polizeimuseum durch die Sammlung und Archivierung polizeigeschichtlicher wichtiger Dokumente und Exponate mit Bezug zu Stuttgart. Ziel des Vereins ist es, das Verständnis für die gesellschaftspolitische Rolle der Polizei zu fördern und durch den Blick in die Vergangenheit neue Perspektiven auf die Gegenwart zu eröffnen. Die enge Zusammenarbeit zwischen Verein und Museum ermöglicht Einblicke in die Geschichte der Stuttgarter Polizei.